# Круме Кепески
Круме Кепески (на македонска литературна норма: Круме Кепески) е македонист и автор на първата граматика на македонски литературен език, излязла през 1946 година.

## Биография
Роден е като Крум Кепев в Прилеп в 1908 година. Завършва филология в Белградския университет през 1935 г. След края на Втората световна война и възстановяването на Югославия от съюзниците, преподава македонската литературна норма в Педагогическата академия в Скопие.
Превежда на македонски книжовен език произведения от руски език и сърбохърватски език. През 1980 година съвместно с Шаип Юсуф издава нова граматика на диалектната форма на цигански език, говорен от циганите в бивша Югославия.